# Norge, Oklahoma
Norge är en ort (town) i Grady County i delstaten Oklahoma i USA. Orten hade 129 invånare, på en yta av 0,83 km² (2020).